# Schottische Badmintonmeisterschaft 2020
Die Schottische Badmintonmeisterschaft 2020 fand vom 31. Januar bis zum 2. Februar 2020 in Perth statt.

## Medaillengewinner
| Disziplin    | Gold                            | Silber                              | Bronze                                |
| ------------ | ------------------------------- | ----------------------------------- | ------------------------------------- |
| Herreneinzel | Kieran Merrilees                | Joshua Apiliga                      | Danny Robson                          |
| Herreneinzel | Kieran Merrilees                | Joshua Apiliga                      | James Robertson                       |
| Dameneinzel  | Holly Newall                    | Toni Woods                          | Rachel Cameron                        |
| Dameneinzel  | Holly Newall                    | Toni Woods                          | Lauren Middleton                      |
| Herrendoppel | Alexander Dunn Adam Hall        | Christopher Grimley Matthew Grimley | Jack Macgregor Adam Pringle           |
| Herrendoppel | Alexander Dunn Adam Hall        | Christopher Grimley Matthew Grimley | Joshua Apiliga Calvin Chan            |
| Damendoppel  | Julie MacPherson Ciara Torrance | Rachel Andrew Holly Newall          | Basia Grodynska Toni Woods            |
| Damendoppel  | Julie MacPherson Ciara Torrance | Rachel Andrew Holly Newall          | Eleanor O’Donnell Sarah Sidebottom    |
| Mixed        | Adam Hall Julie MacPherson      | Alexander Dunn Ciara Torrance       | Jack Macgregor Holly Newall           |
| Mixed        | Adam Hall Julie MacPherson      | Alexander Dunn Ciara Torrance       | Christopher Grimley Eleanor O’Donnell |